# Julie van der Veen
Julie van der Veen (née Julie Henriette Eugénie van der Veen à Kudus, Indes néerlandaises, le 8 février 1903 et décédée à La Haye le 10 janvier 1997) était une artiste peintre néerlandaise.

## Biographie
Julie van der Veen est née le 8 février 1903, à Java, fille de Peter Jan van der Veen (1864-1923), administrateur d'une raffinerie de sucre, et de Julie Louise Frédérique von Boddien (1863-1961), descendante d'une famille noble d'origine allemande. En raison de la santé de son père, atteint de paludisme, la famille rentre aux Pays-Bas en 1908.
Julie van der Veen fait ses études à l'Académie royale des beaux-arts de La Haye, où elle rencontre Sierk Schröder qui lui donne des cours de dessin. Ensuite, elle séjourne régulièrement en France, dans le Midi ou elle a des contacts avec des exilés russes, et à Paris, ou elle prend des cours d'André Lhote et ou elle visite l'Académie de la Grande-Chaumière. De plus, elle prend des cours chez Fernand Léger et Marcel Gromaire. Chez André Lhote, elle rencontre l'artiste argentine, Nina Negri, qui lui propose de suivre des cours chez le graveur Bill Hayter dans son Atelier 17 à Paris.
En 1937, elle voyage via l'Italie à Istanbul à l'invitation de son ami turc Cemal Tollu, qui devint plus tard un célèbre peintre en Turquie. Sur la Côte d'Azur, elle rencontre l'Irakien Younes Bahri avec qui elle se marie à Berlin en 1939. Ce mariage a duré moins de quatre mois[source insuffisante]. Elle retourne aux Pays-Bas le 9 mai 1940, un jour avant l'invasion allemande. Après la seconde guerre mondiale, elle séjourne de nouveau à Paris pour une période plus longue et reprend la peinture chez André Lhote. À cause de son séjour à Paris entre les deux guerres mondiales, elle peut être considérée comme faisant partie de l'École de Paris.
À la fin des années 1950 elle revient à La Haye ou elle devient membre du Haagse Kunstkring (Cercle d'Art de La Haye). Elle était amie avec le peintre Hannie Bal et le photographe Hester Carsten. Elle a également été associée à l'Union Féminine Artistique Internationale avec laquelle elle a exposé en 1958 à Saint-Raphaël.
Plus tard, Julie van der Veen vit dans la pauvreté à La Haye, dans une HLM modeste. À l'âge de 93 ans, elle décède dans une maison de retraite médicalisée à Schéveningue. Un mois après, l'institut français, le lycée français Vincent-Van-Gogh et l'Alliance française de La Haye ont organisé une exposition en hommage à son œuvre et à sa mémoire qui a connu un grand succès.

## Œuvres
Son œuvre se compose de peintures à l'huile, aquarelles, gravures et dessins. Elle a principalement peint des images de son entourage direct. En France, sous l'influence d'André Lhote, elle est entrée en contact avec le fauvisme et le cubisme. Son travail est également compté parmi le « Nieuwe Haagse School » (Nouvelle École de la Haye). Elle exposait régulièrement en France et aux Pays-Bas. Son travail est inclus dans la collection du musée d'Arnhem.

## Œuvres principales
- La Vie (vers 1930), peinture à l'huile, 38 x 46 cm
- Arabe (vers 1933), peinture à l'huile, 59 x 49 cm
- Bateaux solitaires dans le port de Brindisi, peinture à l'huile, 37 x 45 cm
- Composition (1939), peinture à l'huile, 72 x 99 cm
- Eva (nu dans un paysage classique avec des colonnes), peinture à l'huile, 58 x 71 cm
- Solitude (mannequin avec des coquilles, vers 1939), peinture à l'huile, 66 x 80 cm
- Abstrait coloré, peinture à l'huile, 45 x 55 cm, musée d'Arnhem
- Le Pont de bois (1956), peinture à l'huile, 73 x 92 cm
- Trois Baigneuses (1958), peinture à l'huile, 60 × 72 cm
- Le Laboratoire de Neher à Leidschendam - Voorburg (1968), peinture à l'huile, 72 × 89 cm.

## Expositions
- 1934 : galerie Carmine, Paris (exposition de groupe)
- 1936 et 1937 : Salon des indépendants, Paris
- 1939 : Guggenheim Jeune, Londres (exposition de groupe avec e.a. Joan Miró)
- 1944 : Bennewitz, La Haye
- 1949 : Chez Vincent, Lyon (avec Raymonde Aynard et Andrée Fontainas)
- 1950 : galerie Breteau, Paris
- 1963 : Molenlaan, Voorschoten (avec Hannie Bal)
- 1997 : lycée français Vincent-van-Gogh, La Haye